# Hubertella
Hubertella là một chi nhện trong họ Linyphiidae.